# 杜明治·奥杜路
杜明治·奧杜路（Dominic Oduro）一般称作奧杜奴，1985年8月13日生于阿克拉，加納职业足球运动员，现效力于美國職業足球大聯盟球会FC達拉斯。